# Borgåsen
Borgåsen is een plaats in de gemeente Surahammar in het landschap Västmanland en de provincie Västmanlands län in Zweden. De plaats heeft 63 inwoners (2005) en een oppervlakte van 5 hectare.